# Nowa Wieś (rejon drohobycki)
Nowa Wieś (ukr. Нове Село, Nowe Seło), do 1938 i 1939–46 Neudorf (ukr. Найдорф), 1938–39 Polminowice, 1946–1989 Nowosiłka, Nowosiłki (ukr. Новосілкa, Новосілки) – wieś na Ukrainie, w obwodzie lwowskim, w rejonie drohobyckim, w hromadzie Drohobycz. W 2001 roku liczyła 749 mieszkańców.
Miejscowość została założona w dobrach kameralnych drohobyckich w procesie kolonizacji józefińskiej przez osadników niemieckich (zobacz: Niemcy galicyjscy) wyznania rzymskokatolickiego i luterańskiego w 1783. Kolonię nazwano Neudorf, czyli z niemieckiego Nowa Wieś. Wskutek szerokich działań misjonarzy baptystycznych pośród ludności niemieckojęzycznej na Wołyniu w 1887 roku w Neudorf założona została Unia Zborów Baptystycznych w Rosji.
W II Rzeczypospolitej miejscowość była siedzibą gminy wiejskiej Neudorf w powiecie drohobyckim województwa lwowskiego. 7 listopada 1938 r. przemianowana na Polminowice.
W 1940 roku część Niemców wyjechała z wioski do Niemiec. W latach 1944-1945 nacjonaliści ukraińscy z OUN-UPA zamordowali tutaj 6 Polaków.